# Angrosist

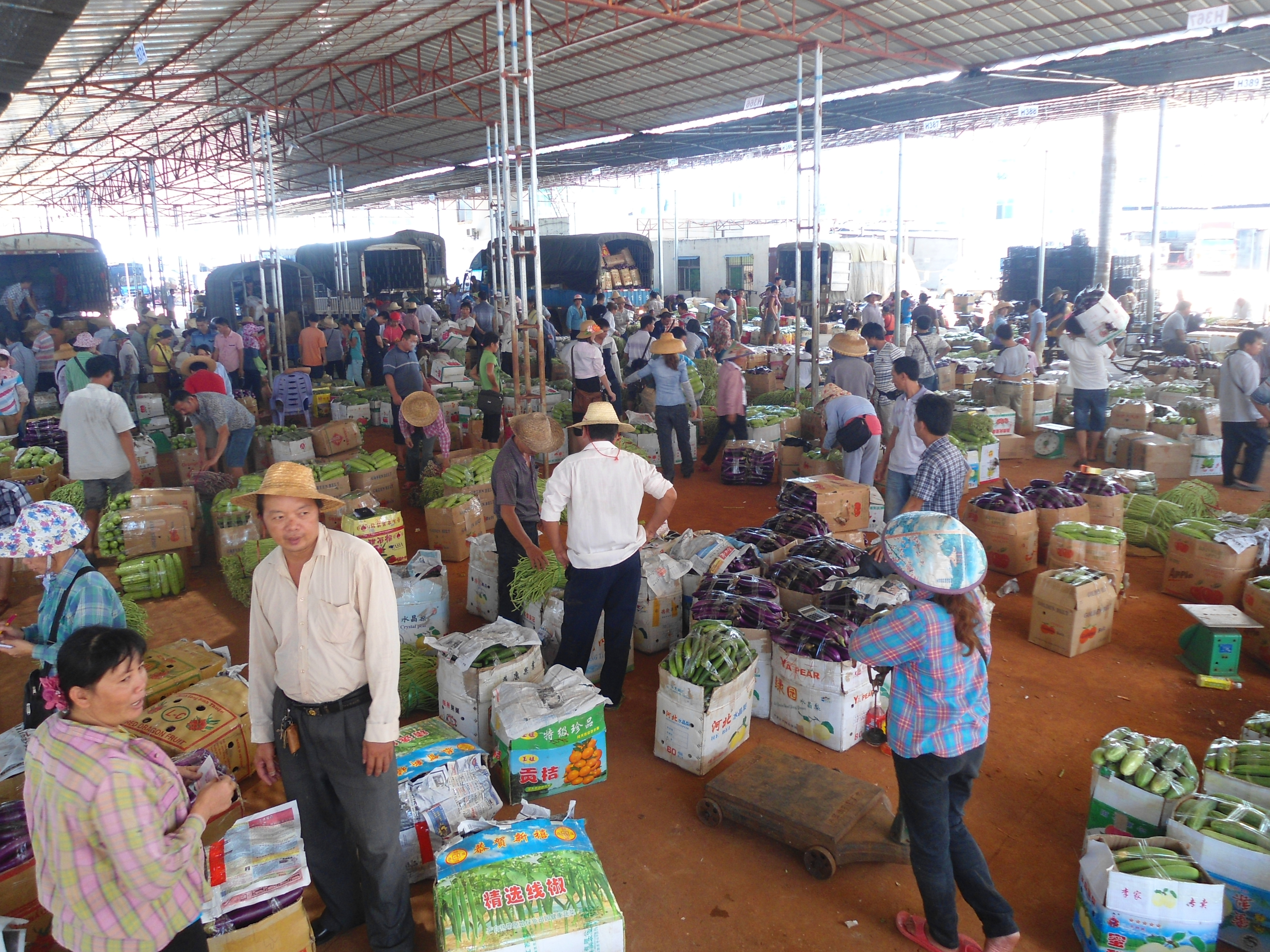
Angrosiști

Angrosistul este un intermediar între producător și detailist.

## Legături externe
- „angrosist” la DEX online

## Vezi și
- Comerț
- Negustor
- Vânzător